# Misión: la Tierra (Star Trek: La serie original)
Misión: la Tierra es el último episodio de la segunda temporada de Star Trek: La serie original. Se trata del episodio número 55 y fue escrito por Art Wallace, basado en una historia que escribió en colaboración con Gene Roddenberry. Dirigido por Marc Daniels salió al aire el 29 de marzo del 1968 con su primera repetición el 9 de agosto del 1968. 
Este episodio fue pensado como el piloto de puerta trasera para una serie spin-off, del mismo nombre. De haberse producido, su protagonista hubiera sido Robert Lansing como Gary Seven, una especie de James Bond futurista, con Teri Garr, en el papel de Roberta Lincoln, como coprotagonista.

## Trama
A diferencia de otros episodios, no se informa de la fecha estelar. La Enterprise, por medio de una maniobra de asistencia gravitacional alrededor del Sol, regresa en el tiempo a la Tierra en el año 1968 para realizar una investigación histórica. 
La nave usa su escudo deflector para evitar la detección por los sistemas terrestres. De pronto, intercepta un rayo teletransportador muy poderoso que tiene su origen a una distancia de al menos mil años luz. Un hombre vestido con un traje de negocios se materializa en el transportador. Lleva en sus brazos una gata negra, la cual luce un collar de diamantes, a la que llama Isis, y se presenta al capitán Kirk como Gary Seven.
Seven le dice a Kirk que él es un humano de origen terrestre pero de un mundo mucho más avanzado. Sus ancestros eran humanos que fueron tomados de la Tierra hace más de 6000 años y  entrenados para ayudar a la Tierra a sobrevivir. Seven rehúsa revelar su planeta de origen y le advierte a Kirk que la historia cambiará y la Tierra será destruida si él no es liberado de forma inmediata.
Kirk le exige más pruebas, pero Seven rehúsa darlas. Kirk ordena que él sea llevado en custodia pero Seven evita los intentos por dominarlo, incluso el pellizco vulcano de Spock. Cuando Seven trata de teletransportarse a la superficie del planeta, Kirk lo aturde con su faser.
Kirk hace llevar a Seven al calabozo y le pide a Spock que busque en la base histórica cualquier evento crítico que ocurrirá en esta fecha. Spock encuentra que Estados Unidos lanzará una plataforma espacial de armas nucleares desde la base de lanzamientos de cohetes de McKinley. El lanzamiento está programado para dentro de unas pocas horas y puede ser la razón de la visita de Seven.
Mientras tanto, Seven despierta y se encuentra en una celda. Saca una lapicera desde su bolsillo con la que desactiva el campo de fuerza y aturde al guardia. Su escape es detectado, pero no antes de que Seven e Isis alcancen la sala de transportadores, aturdan a los técnicos y se teletransporten a la ciudad de New York. Kirk y Spock lo persiguen.
Seven entra a una oficina y activa un sofisticado ordenador escondido detrás de un librero. El ordenador le informa que los agentes 201 y 347 no se han reportado por tres días. Con solo una hora antes del lanzamiento, Seven decide completar él mismo la misión.
Una joven mujer llega y Seven la confunde con la agente 201. Él le pide que dicte un informe a una máquina de escribir eléctrica equipada con un sistema de reconocimiento de voz. Esta es una tecnología mucho más avanzada que de la época, lo que despierta la suspicacia de la joven; Seven, advertido, pide al computador que la identifique este indica que se trata de Roberta Lincoln, una secretaria contratada por los agentes desaparecidos .
Seven se da cuenta de su error y, apelando al patriotismo de esta, le dice que él es un agente secreto del gobierno y que ella debería guardar silencio acerca de lo que ha visto. Roberta había pensado que sus empleadores estaban realizando investigación para una nueva enciclopedia. Siendo una mujer inteligente, ella se da cuenta de que algo muy raro está sucediendo.
El ordenador, que se llama Beta-5, le informa a Seven que los agentes 201 y 347 habían muerto en un accidente de tránsito.
Kirk y Spock, vestidos con ropas de la época, siguen a Seven a la oficina. Seven hace que Roberta los entretenga mientras entra a una caja fuerte del alto de una pared, siendo realmente el portal a un poderoso transportador, y se desmaterializa. Cuando Kirk abre la puerta con su fáser, Roberta logra llamar a la policía. Respondiendo a la llamada llegan dos policías que son teletransportados accidentalmente junto con Kirk y Spock de regreso a la Enterprise. Los dos confundidos policías son rápidamente teletransportados de regreso a la superficie del planeta.
Seven e Isis se materializan en la base McKinley. Con una identificación falsificada, Seven engaña a un guardia, al cual aturde con su lapicera, y luego se oculta en el auto del director de lanzamiento cuando éste se dirige a hacer una comprobación final de la plataforma. Usando el ascensor que lo lleva a la parte superior de la estructura, Seven llevando a Isis, se sube al brazo de acceso a un costado del misil, abre una compuerta y comienza a modificar el cableado que se encuentra en su interior.
En la Enterprise, Kirk, Spock y Scott tratan de localizar a Seven. Mientras tanto, una curiosa Roberta examina la oficina y descubre al transportador. A bordo de la Enterprise, el sr. Scott localiza a Seven en la estructura de soporte del misil y trata de teletransportarlo. Pero Roberta, operando desordenadamente los controles del transportador de la oficina, intercepta el rayo transportador. Esto hace que Seven se materialice en la oficina y no en la Enterprise.
Seven se enoja brevemente al ser transportado de regreso antes de que él hubiera terminado con su sabotaje. Pero el ordenador le informa que las modificaciones le permiten tomar el control manual del misil después de su lanzamiento.
Kirk y Spock se teletransportan a la base McKinley donde son rápidamente capturados por un guardia de seguridad. En esos momentos el misil es lanzado.
En la oficina, Gary Seven toma el control del misil, armando su cabeza de guerra y dirigiéndolo al corazón del continente Euroasiático. Los controladores de la base McKinley tratan frenéticamente de activar la secuencia de autodestrucción del misil sin ningún éxito. Cada potencia militar del planeta se pone en alerta de lanzamiento de misil, y ordenan ataques de respuesta tan pronto como la cabeza de guerra explote al hacer impacto. Roberta, extremadamente perturbada por las acciones de Seven trata de llamar a la policía. Seven corta la línea telefónica con su lapicera multipropósito. A continuación él vuelve a ocuparse con el ordenador, lo que permite que Roberta lo golpee en la cabeza con una caja de cigarros y se apodere de la lapicera. Roberta amenaza a Seven con la lapicera, exigiéndole que detenga lo que está haciendo. Seven le responde ¡Déjame finalizar lo que comencé o en seis minutos la Tercera Guerra Mundial se iniciará!
Scott teletransporta a Kirk y a Spock lejos de la seguridad de la base y los envía a la oficina de Seven. Roberta, ahora totalmente confundida, apunta con la lapicera a Kirk. Seven logra quitarle la lapicera, agregando que estaba ajustada para matar.
Spock trata sin éxito de destruir el misil con el ordenador de Seven. Seven le ruega a Kirk que le deje completar su plan de destruir al misil a una altitud segura para asustar a los líderes mundiales de su insana carrera de armas. Kirk, dándose cuenta de que Seven ha evitado que Roberta lo mate con su lapicera, decide confiar en Seven. Seven vuelve a tomar el control del ordenador y detona en forma segura la cabeza de guerra a una altura de 170 km, sólo a 6500 metros sobre el nivel mínimo seguro.
En el epílogo, Spock y Kirk le explican que la Enterprise debía partir en el día de los eventos. Mientras tanto, Roberta ve que Isis se convierte en una mujer vestida seductoramente. Cuando ella exige una explicación, Seven le responde Eso, señorita Lincoln, es simplemente mi gata. Cuando Roberta mira nuevamente, Isis es otra vez una gata. Seven decide mantener a Roberta como su asistente para otras misiones. Kirk y Spock se teletransportan de regreso a la Enterprise, para el continuado asombro de Roberta.

## Estrellas invitadas
- Robert Lansing (este fue el único episodio de la serie en cual el nombre de la estrella invitada, Robert Lansing, fue mostrado después de los créditos de apertura).
- Teri Garr, en ese momento una actriz desconocida, posteriormente desarrollaría una exitosa carrera de televisión y cine.
- Barbara Babcock, quien apareció en otros dos episodios de Star Trek, tuvo un rol inusual en este episodio: el de hacer la voz en off de los maullidos de la gata Isis. También hizo la voz del ordenador Beta 5 de Gary Seven.

### Isis
La intérprete de la  forma humana, femenina, de la gata Isis no aparece en los créditos. La hipótesis más difundida entre los fanáticos de la serie (trekkies) es que se trataba de la actriz Victoria Vetri, playmate de 1968. Esta identificación es errónea, a pesar de repetirse en algunos websites, y la propia Vetri ha asegurado en una entrevista que no fue parte de este episodio.
En 2019 se reveló en un podcast de The Trek Files que se trataba de la bailarina y contorsionista  April Tatro, lo que fue confirmado por ella misma.

## Remasterización del aniversario de los 40 años
Este episodio fue remasterizado en el año 2006 y transmitido el 3 de mayo del 2008 como parte de la remasterización por el aniversario de los 40 años de la serie original. Fue precedido en una semana por la versión remasterizada de Las mujeres de Mudd y seguida una semana más tarde por la versión remasterizada de Consejo de guerra. Además del audio y video remasterizado, y todas las animaciones de la USS Enterprise realizadas por CGI que es el estándar de todas las revisiones, los cambios específicos para este episodio son:
- La apariencia de la Tierra fue retocada para parecer más real, y la Luna también aparece en las tomas de ésta; sin embargo, en la versión mejorada por ordenadores, la Tierra rota en la dirección incorrecta, mientras que en la versión original lo hace en la dirección correcta.
- Una toma matte que combinaba metraje de archivo del cohete con nuevas filmaciones de los actores fue limpiada y estabilizada.
- El metraje de archivo de la NASA fue mejorado, posiblemente a partir de copias nuevas.

## Piloto para unasecuela
La propuesta secuela no fue llevada a cabo. Seis años más tarde, Roddenberry regresó a este tema acerca de una fuerza externa benevolente que ayuda al desarrollo humano. The Questor Tapes era una película para la televisión y un piloto para una serie acerca de un androide (interpretado por Robert Foxworth) que estaba buscando a su creador y a su propósito, que resulta ser (de la misma forma que para Gary Seven) el de ayudar a la humanidad a evitar los desastres. Concebida y producida ejecutivamente por Gene Roddenberry, el guion es acreditado a Roddenberry y a un guionista de Star Trek, el escritor Gene L. Coon. Esta serie, igualmente, nunca fue producida.

## Libro decómics
En el año 2008, IDW Publishing lanzó una serie de cinco números de libros de cómics titulada Assignment: Earth (Asignación: la Tierra) escrita y dibujada por John Byrne. Una historia destacable muestra un involucramiento periférico de Seven y Roberta en los eventos previos al episodio El mañana es ayer. Las historias muestran las vidas de los personajes desde 1968 a 1974. Los personajes también aparecen en el año 2010 en los números #3 y #4 del cómic Star Trek: Leonard McCoy Frontier Doctor.

## Novelas
El autor Greg Cox ha incluido a Gary Seven y a Roberta en tres de sus novelas de Star Trek, Assignment: Eternity y la novela de dos partes The Eugenics Wars: The Rise and Fall of Khan Noonien Singh. En las dos últimas novelas Gary Seven y Roberta Lincoln impiden que Khan Noonien Singh y a sus secuaces humanos genéticamente mejorados se apoderen de la Tierra. Estas novelas también incluyen muchas referencias humorísticas y chistes internos que aluden a episodios de TOS, TNG, DS9, y a las películas de La Serie Original, así como referencias a algunas series de televisión populares de la década de 1960 y de 1970 no relacionadas con Star Trek (por ejemplo, una reunión con Jaime Sommers de La Mujer Biónica). En un caso, Roberta usa el alias de Veronica Neary una referencia al rol de Teri Garr en la película Encuentros en la tercera fase.